# Hiúz

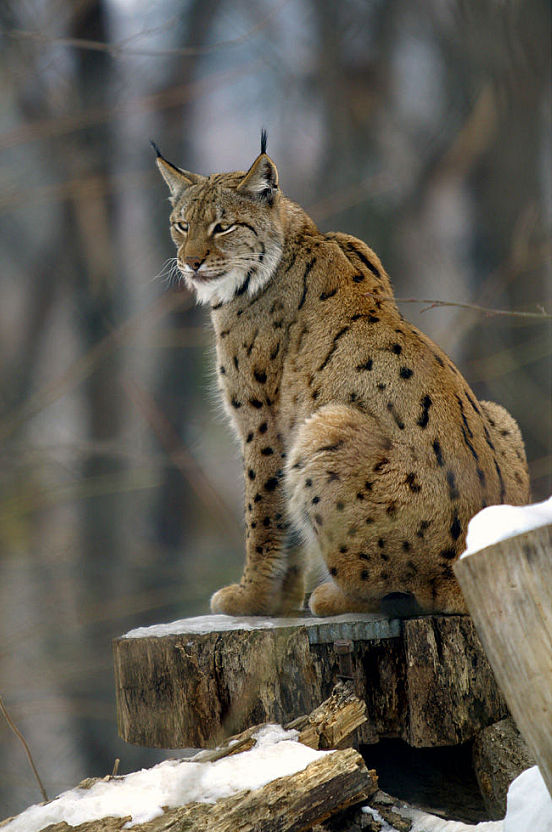
Eurázsiai hiúz (Lynx lynx)

A hiúz (Lynx) a ragadozók rendjébe tartozó macskafélék családjának egyik neme. A nembe négy faj tartozik. Az eurázsiai hiúz (Lynx lynx) Európa legnagyobb macskaféléje.

## Fajok
- Kanadai hiúz (Lynx canadensis)
- Eurázsiai hiúz (Lynx lynx)
- Ibériai hiúz, más néven spanyol hiúz vagy párduchiúz (Lynx pardinus)
- Vörös hiúz (Lynx rufus)
- †Lynx issiodorensis - a mai hiúzok ősének tekintik

Az Afrikában és Délnyugat-Ázsiában élő, sivatagi hiúznak is nevezett karakál (Caracal caracal) a macskafélék külön nemét alkotja.

## Előfordulása
A hiúzfajok elterjedési területe egykor az északi félteke szárazföldjeinek tekintélyes hányadát magába foglalta, manapság Ázsia bizonyos területein, Alaszkában, Kanadában és az USA nyugati területein, valamint Európában honos, de a legtöbb területen ritka, gyér az állománya. A Kárpát-medence területén előforduló, vadon élő hiúzok a kárpáti hiúz (Lynx lynx carpathica) alfajába tartoznak. A kárpáti hiúzok Magyarország, Románia, Szlovákia, Lengyelország, Ukrajna és a balkáni országok erdőségeiben élnek. A nagy kiterjedésű, sűrű erdőket kedvelik, különösen akkor, ha az erdő sziklás tisztásokat is rejt. Napjainkra Magyarország hiúzállománya katasztrofális mértékben megritkult, de hasonló a helyzet Európa többi országában is. Az ibériai hiúznak (Lynx pardinus) például csak egy maroknyi állománya maradt fenn a Doñana Nemzeti Parkban. Megritkulásának nemcsak a vadászat volt az oka, hanem az is, hogy egyre kevesebb a háborítatlan erdőségek száma, ahol a hiúzok meghúzhatnák magukat. A kárpáti hiúz Magyarországon a fokozottan védett fajok közé tartozik, mindemellett újabban betelepülési hullám tapasztalható az Északi-Kárpátok felől. A vasfüggöny felhúzásakor a határral érintkező szomszédos területeket lezárták, és háborítatlanul hagyták az élővilág szempontjából. Emiatt a hiúz a Németország kettéválasztásakor meghúzott határvonal mentén, nyugodtan tudott szaporodni. A vasfüggöny leomlásakor környezetvédők létrehozták a Európai Zöld Övet mely az egykori vasfüggöny helyén jött létre és a célja az volt hogy megőrizzék az eredeti élővilágot. 

## Testfelépítése
A hiúzok testhossza 1 m körül mozog, további 15-25 cm-t tesz ki az állat farka. Marmagassága átlagosan 70 cm. Pettyes bundája és sajátos szakálla mellett egyik feltűnő jellegzetessége a fülek hegyén viselt szőrbojt (pamacs), amelyet a régebbi időkben fülpamatnak is neveztek. Hallása, tapintása fejlett, remekül rejtőzködik. Hosszú végtagjai és izmos teste még a mély hóban is lehetővé teszik, hogy egyetlen, 3-4 m-es ugrással támadja meg áldozatát. Erős, éles karmú mancsa a sikeres zsákmányfogást segíti.

## Életmódja, táplálkozása
Éjszakai ragadozó, különféle madarak, kisrágcsálók éppúgy szerepelnek étlapján, mint őzek, rókakölykök, szarvasborjak vagy vadmalacok. Magányosan élő állat, változatos méretű, 10-100 négyzetkilométer kiterjedésű területet birtokol. A terület központjában, földi üregekben vagy sziklahasadékokban rendezi be vackát.

## Szaporodása
A párok csak a párzási időszakban, január és április között (fajtól függ) vannak együtt. A vemhességi idő 70 nap, az utódok száma ellésenként 2-3 szokott lenni. A kölykök 2-3 éves korukban válnak ivaréretté. Várható élettartamuk vadon 10-12 év.

## Érdekességek az állatról
- Az őstörténeti korokban a hiúz a Brit-szigeteken is honos volt. Feltételezhető, hogy a vadászok már a kőkorszak elején kiirtották.
- A hiúz latin neve, Lynx, az éles látására utal.
- Románia nemzeti állata.